# Scott Wells (amerikansk fodbold-spiller)
 For alternative betydninger, se Scott Wells. (Se også artikler, som begynder med Scott Wells)
Scott Darvin Wells (født 17. januar 1981 i Spring Hill, Tennessee, USA) er en amerikansk footballspiller, der spiller i NFL som center for St. Louis Rams. Han har tidligere spillet for Green Bay Packers.

## Klubber
- Green Bay Packers (2004–2011)
- St. Louis Rams (2012–2014)